# Prjamobalka
Prjamobalka (ukrainisch und russisch Прямобалка, deutsch Dennewitz, rumänisch Denevitz) ist ein Dorf in der ukrainischen Oblast Odessa mit etwa 1000 Einwohnern.
Am 14. November 1945 erhielt die Ortschaft, welche bis dahin den ukrainischen Namen Denewyz (Деневиць) trug, ihren heutigen Namen.

## Geographische Lage
Das Dorf befindet sich im Rajon Bolhrad, 14 km südwestlich der ehemaligen Rajonhauptstadt Arzys. Prjamobalka liegt an der Territorialstraße T–16–08 auf 62 m Höhe im mittleren von drei Tälern, die in Nord-Süd-Richtung verlaufen.

## Geschichte
Prjamobalka liegt in der historischen Landschaft Bessarabien. Das Gebiet von Bessarabien kam 1812 im Frieden von Bukarest vom osmanischen Vasallenstaat Fürstentum Moldau zusammen mit dem Budschak an das Russische Kaiserreich. Die Neuerwerbung wurde als Kolonisationsgebiet behandelt und zunächst dem Generalgouverneur von Neurussland zugeordnet. Zar Alexander I. rief in einem Manifest von 1813 deutsche Kolonisten ins Land, um die neu gewonnenen Steppengebiete in Neurussland zu kolonisieren.
Das Dorf wurde 1834 von 15 Familien gegründet. Die Siedler kamen aus den bessarabiendeutschen Siedlungen Alt-Posthal, Wittenberg und Kulm. Später stießen deutsche Auswanderer aus Grunbach in Württemberg, aus Baden und aus Polen hinzu bis 60 Familien zur Siedlung gehörten. Der Ort wird zu den 24 bessarabiendeutschen Mutterkolonien gezählt, die direkt von Einwanderern gegründet wurden. In dem Fall kamen die Gründer zum Teil aus bereits bestehenden Siedlungen in Bessarabien.
Die Siedlung entstand auf einem Landstück, das zu Teplitz gehörte. Da es einem Pächter mit dem Namen Hambur gehörte, wurde die Siedlung von den Bewohnern anfangs Hamburg genannt. Die russische Verwaltung gab ihr den Namen Dennewitz, da viele neu gegründete Siedlungen nach Orten von siegreichen Schlachten gegen Napoleon benannt wurden. Der Name Dennewitz weist auf die Schlacht bei Dennewitz hin, bei der russische und andere Truppen die französische Armee 1813 während der Befreiungskriege besiegten und Napoléon daran hinderten, nach Berlin vorzudringen.
In der Anfangszeit bestand der Ort aus einer breiten Straße, an der die Hofanlagen der Bewohner aufgereiht lagen. Sie wurden aus Steinen errichtet, die aus naheliegenden Steinbrüchen stammten. Sie lieferten wertvolles Steinmaterial aus Muschelkalk, das für Bauzwecke und zur Herstellung von Dreschsteinen verwendet wurde. 1873 verfügte die Gemeinde über sechs Staudämme, die der Versorgung mit Trinkwasser und der Fischzucht dienten. Im 19. Jahrhundert betrieben die Bewohner mehrheitlich Weidewirtschaft gegenüber dem sonst üblichen Ackerbau auf den ertragreichen Schwarzerdeböden in Bessarabien. Im Jahr 1853 gab es in Dennewitz rund 330 Pferde, 250 Ochsen, 340 Kühe und 1000 Schafe. Bedeutend war der Weinbau im Ort. 1860 bewirtschafteten die Bewohner eine Fläche von 70 Hektar. 1879 wurde eine Kirche errichtet.
1918 wurde der Ort ein Teil Rumäniens. 1934 begingen die Bewohner das 100-jährige Ortsjubiläum mit einer großen Feier. Nach der sowjetischen Besetzung Bessarabiens im Sommer 1940, gedeckt vom Hitler-Stalin-Pakt, schlossen sich die rund 550 bessarabiendeutschen Ortsbewohner im Herbst 1940 der Umsiedlung ins Deutsche Reich unter dem Motto Heim ins Reich an. Nach der Abreise der Frauen, Kinder und älteren Bewohner Anfang Oktober 1940 blieben die Männer im Dorf zurück, um die durchziehenden Trecks aus anderen Dörfern zu versorgen. Am 20. Oktober 1940 verließen sie als letzte Bessarabiendeutsche das Siedlungsgebiet. In sowjetischer Zeit wurde 1950 der Kirchturm abgerissen und das Kirchengebäude als Clubraum genutzt. 1995 wurde der Kirchturm mit Spendengeldern aus Deutschland wieder errichtet. Aus deutscher Zeit stehen heute noch etwa 70 Gebäude im Ort.

## Verwaltungsgliederung
Am 12. Juni 2020 wurde das Dorf ein Teil der Stadtgemeinde Arzys; bis dahin bildete es die Landratsgemeinde Prjamobalka (Прямобалківська сільська рада/Prjamobalkiwska silska rada) im Zentrum des Rajons Arzys.
Seit dem 17. Juli 2020 ist es ein Teil des Rajons Bolhrad.

## Persönlichkeiten
- Gottfried Schulz (1846–1925), bessarabiendeutscher Großgrundbesitzer und Viehhändler
- Gottlieb Schulz (1853–1916), bessarabiendeutscher Großgrundbesitzer, Landwirt und Viehhändler